# 宍戶璣

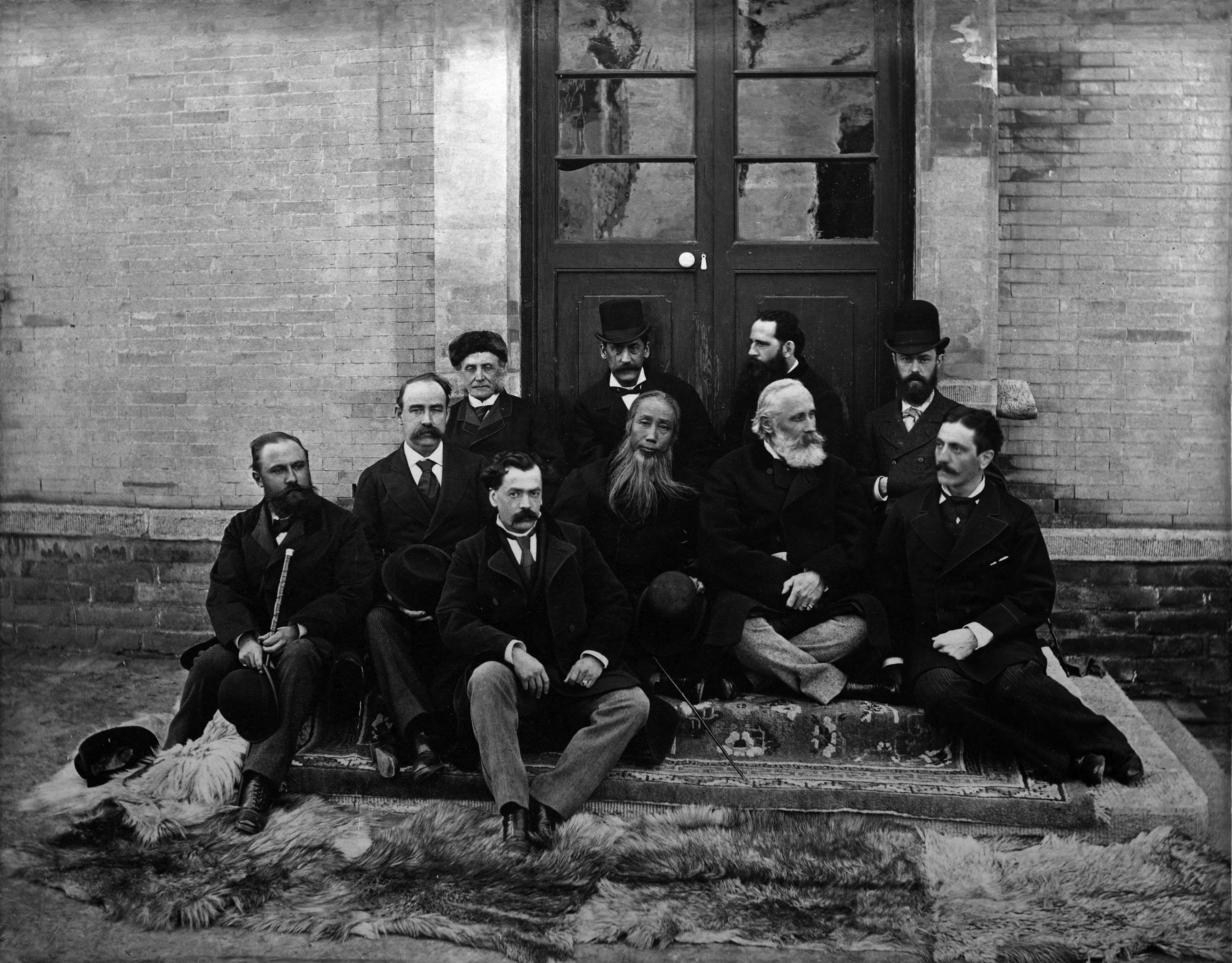
宍戶璣和他国驻华大使

宍戶璣（日语：／ Shishido Tamaki，1829年4月18日—1901年10月1日）日本長州藩藩士、政治家。原名山縣半藏。
1829年（文政十二年）出生，是長州藩藩士安田直溫的第三子。幼名辰之助，名子誠，後改名敬宇。妻子是清水谷公正的女兒千枝子。他與吉田松陰等人一起進入玉木文之進之塾（松下村塾學習），後進入藩校明倫館學習。1848年（嘉永元年），成為藩儒山縣太華的養子，改名半藏。1854年跟隨幕府役人村垣範正，前往蝦夷地、樺太、俄羅斯巡行。翌年遊學長崎。其間與諸藩志士交流。1857年（安政五年）回到長州藩，任明倫館都講本役，為當主世子毛利定廣（即後來的毛利廣德）的侍講。1860年隨定廣上江戶，為國事奔走。1862年，與同藩的久坂玄瑞、土佐藩中岡慎太郎等人一同拜訪了在松代藩被處以謹慎處罰的學者佐久間象山，受其國際形勢、國防論的燻陶。翌年歸藩，遊說九州諸藩，宣揚尊王攘夷。同年八月十八日政變之後在京都、大坂潛伏，觀察形勢。
此後長州藩公開舉起尊王攘夷大旗，但在禁門之變中敗北，四國聯合艦隊攻打下關，長州藩危在旦夕。此時恭順派執掌了長州藩大權，半藏被禁閉。高杉晉作、伊藤博文等人舉兵，迫使藩論重新倒向尊王攘夷。赦免了他。江戶幕府決定向長州藩派遣問罪使。半藏被長州藩家老宍戶家收為養子，改名宍戶備之助，於廣島國泰寺與幕府問罪使永井尚志應接。由於交涉的長期化，宍戶備之助一直被囚禁在廣島藩。直到翌年幕府在第二次長州征伐中戰敗之後才將他赦免。其間，宍戶備之助的功績得到確認，成為宍戶家的支流，任直目付役。他起草了長防士民合議書。
明治維新之後，於1869年任山口藩權大參事。翌年前往東京，任刑部少輔。1871年任司法大輔。1872年任文部大輔。1877年，任元老院議官。1879年3月，成為日本駐清國公使。在任駐清公使其間，與總理衙門就琉球問題進行多次交涉。他和兩屆外務卿寺島宗則、井上馨，都強調日本對琉球的領有權，拒絕恢復琉球國，僅將宮古、八重山兩島割讓給清方。翌年雙方達成和議，但由於流亡清朝的琉球人強烈反對，清方推翻了這個和議。宍戶璣便拒絕再談，並於1881年1月歸國。
歸國後，出仕於宮內省。1884年4月，任參事院議官。翌年12月，再度當選元老院議官。1887年5月，被封為子爵。1890年，當選貴族院議員、錦鷄間祗候。
1901年10月逝世，享年73歲。